# Solveira (Paderne de Allariz)
Solveira (llamada oficialmente San Salvador de Solbeira) es una parroquia y un lugar del municipio español de Paderne de Allariz, en la provincia de Orense, Galicia.

## Toponimia
La parroquia también es conocida por el nombre de San Salvador de Solveira.

## Organización territorial
La parroquia está formada por una entidad de población:
- Solveira (Solbeira)

## Demografía
Gráfica demográfica del lugar y parroquia de Solveira según el INE español:
| Gráfica de evolución demográfica de Solveira entre 2000 y 2023 |
|                                                                |
| Datos según el nomenclátor publicado por el INE.               |